# Red Hat Enterprise Linux
Red Hat Enterprise Linux (RHEL) este o distribuție Linux produsă de Red Hat, Inc pentru piața comercială. Red Hat Enterprise Linux a fost lansată în versiuni pentru servere x86, x86-64, Itanium, PowerPC și IBM System z și versiuni desktop pentru x86 și x86-64.
În anul 2003, Red Hat Enterprise Linux înlocuiește distribuția Red Hat Linux.

## Istoricul versiunilor
În 1994 Marc Ewing a produs pentru prima oară o distributie de Linux numită Red Hat Linux (se spune că numele vine de la primul lucru interesant pe care l-a zărit prin cameră atunci când căuta un nume: o pălărie roșie atârnată în cuier), apărută în octombrie 1993 (numită de aceea și „ediția de Halloween”). 
În 1995 Bob Young se asociază cu Marc Ewing, cumpărându-i afacerea și transformându-și compania în Red Hat Software. Este lansat Red Hat Linux 2.0, care includea un sistem de gestiune a pachetelor de programe (RedHat Package Manager -  RPM), ușor de folosit, instalat și configurat chiar și de către începători.
Prima versiune "Enterprise" a Red Hat (Red Hat Linux 6.2E) apărută în anul 2000, a fost o versiune clasică a Red Hat 6.2 cu diferite nivele de suport, fără tehnologie separată.
Prima versiune specifică introdusă a fost "Red Hat Linux Advanced Server". În 2003, aceasta a fost redenumită "Red Hat Enterprise Linux AS" (Advanced Server) și au fost adăugate două variante suplimentare "RHEL ES" (Enterprise Server) și "RHEL WS" (Work Station). Noile versiuni RHEL sunt livrate la fiecare 18-24 de luni.
În anul 2005, au fost distribuite patru variante ale RHEL:
- RHEL AS (Advanced Server) - servere centrale pentru întreprinderi și sisteme informatice critice.
- RHEL ES  (Enterprise server, Edge Server, Economy server, sau entry-level server)  - servere pentru rețea de dimensiuni medii.
- RHEL WS (Work Station)
- Red Desktop Desktop.

În RHEL 5, există ediții noi care înlocuiesc vechile denumiri RHEL (AS/ES/WS/Desktop):
- Platforma avansată RHEL - (fostă AS)
- RHEL - (fostă ES)
- RHEL Desktop with Workstation and Multi-OS option
- RHEL Desktop with Workstation option - (fostă WS)
- RHEL Desktop with Multi-OS option
- RHEL Desktop - (anterior Desktop)

## Versiuni RHEL

### RHEL 2.1
- Red Hat Enterprise Linux 2.1 AS (Pensacola), 26 martie 2002
  - Update 1, 14 februarie 2003
  - Update 2, 29 mai 2003
  - Update 3, 19 decembrie 2003
  - Update 4, 21 aprilie 2004
  - Update 5, 18 august 2004
  - Update 6, 13 decembrie 2004
  - Update 7, 28 aprilie 2005

- Red Hat Enterprise Linux 2.1 ES (Panama), mai 2003

### RHEL 3
- Red Hat Enterprise Linux 3 (Tarron), 22 octombrie 2003
  - Update 1, 16 ianuarie 2004
  - Update 2, 18 mai 2004
  - Update 3, 3 septembrie 2004
  - Update 4, 21 decembrie 2004
  - Update 5, 20 mai 2005
  - Update 6, 28 septembrie 2005
  - Update 7, 15 martie 2006
  - Update 8, 20 iulie 2006
  - Update 9, 30 mai 2007

### RHEL 4
- Red Hat Enterprise Linux 4 (Nahant), 15 februarie 2005
  - Update 1, 9 iunie 2005
  - Update 2, 5 octombrie 2005
  - Update 3, 7 martie 2006
  - Update 4, 11 august 2006
  - Update 5, 2 mai 2007
  - Update 6, 15 noiembrie 2007
  - Update 7, 24 iulie 2008
  - Update 8, 19 mai 2009
  - Update 9, 16 februarie 2011

### RHEL 5
- Red Hat Enterprise Linux 5 (Tikanga), 14 martie 2007
  - Update 1, 7 noiembrie 2007
  - Update 2, 21 mai 2008
  - Update 3, 19 ianuarie 2009
  - Update 4, 2 septembrie 2009
  - Update 5, 30 martie 2010
  - Update 6, 13 ianuarie 2011
  - Update 7, 21 iulie 2011
  - Update 8, 21 februarie 2012
  - Update 9, 8 ianuarie 2013
  - Update 10, 1 octombrie 2013
  - Update 11, 16 septembrie 2014

### RHEL 6
- Red Hat Enterprise Linux 6 (Santiago), 10 octombrie 2010
  - Update 1, 19 mai 2011
  - Update 2, 6 decembrie 2011
  - Update 3, 20 iunie 2012
  - Update 4, 21 februarie 2013
  - Update 5, 21 noiembrie 2013
  - Update 6, 13 octombrie 2014
  - Update 7, 22 iulie 2015
  - Update 8, 10 mai 2016
  - Update 9, 22 martie 2017

### RHEL 7
- Red Hat Enterprise Linux 7 (Maipo), 10 iunie 2014
  - Update 1, 5 martie 2015
  - Update 2, 19 noiembrie 2015
  - Update 3, 3 noiembrie 2016
  - Update 4, 1 august 2017
  - Update 5, 10 aprilie 2018
  - Update 6 beta, august 2018

## Achiziții
- Akopia
- Amentra
- ArsDigita
- Atomic Vision
- Bluecurve
- C2Net
- Cygnus Solutions
- Delix Computer GmbH-Linux Div
- Hell's Kitchen Systems
- Identyx
- JBoss
- Makara
- MetaMatrix
- Mobicents
- Netscape Security-Certain Asts
- NOCpulse
- Planning Technologies
- Qumranet
- Sistina Software
- Wirespeed Communications

## Lista de distribuții bazate pe Red Hat Enterprise Linux

### Distribuții populare
- CentOS
- ClearOS
- Oracle Linux
- Scientific Linux

### Distribuții mai puțin cunoscute
- CAOS Linux
- Fermi Linux
- Oracle Enterprise Linux
- StartCom Enterprise Linux

### Distribuții dispărute
- Pie Box Enterprise Linux
- TaoLinux
- X/OS Linux
- White Box Enterprise Linux
- Yellow Dog Linux